# Coperta elettrica

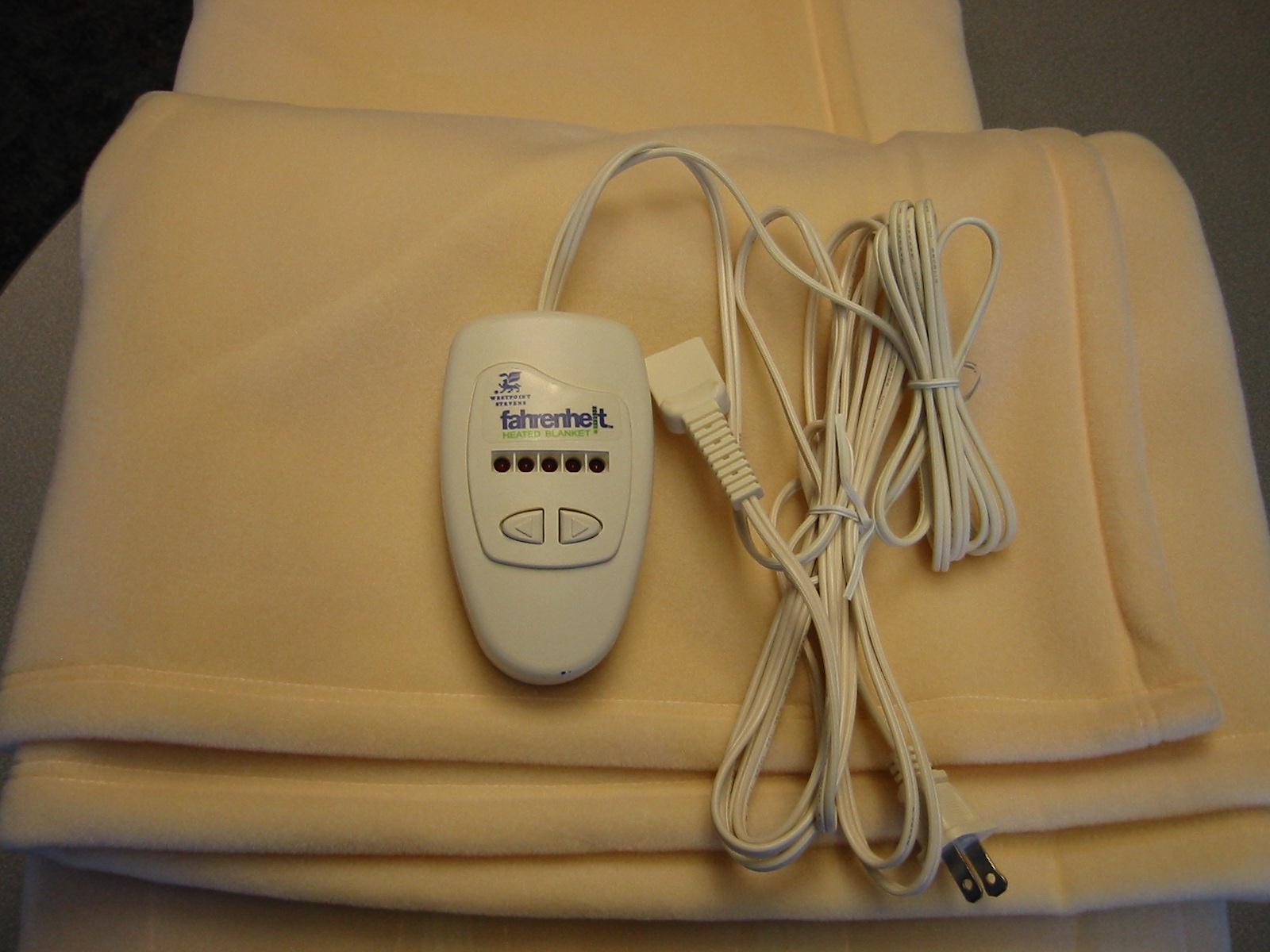

La coperta elettrica, coperta riscaldante o termocoperta è un tipo di coperta che si riscalda tramite un elemento riscaldante collocato al suo interno quando viene connesso alla rete elettrica. Le coperte di questo tipo lavorano con una bassa tensione di 24 volt.

## Storia
Nel 1912 il medico americano Sidney I. Russell inventò un antenato delle coperte elettriche che serviva a riscaldare un letto quando veniva installata sotto quest'ultimo. Tuttavia le coperte elettriche vere e proprie furono immesse nel mercato statunitense solo nel 1937.

## Descrizione
Le coperte elettriche si riscaldano quando vengono connesse alla rete elettrica tramite un cavo elettrico. Esse sono composte da un resistore che si riscalda per effetto Joule e un interruttore per il controllo della temperatura. Le termocoperte possono essere di varie dimensioni e materiali (poliestere, lana o cotone). La maggior parte delle termocoperte odierne sono lavabili a mano o addirittura in lavatrice. Sono state introdotte delle coperte elettriche dotate di un meccanismo di auto-spegnimento onde evitare che, surriscaldandosi, provochino ustioni o incendi.